# The State (série télévisée)
Pour les articles homonymes, voir The State.
The State est une mini-série britannique en quatre épisodes d'environ 48 minutes créée par Peter Kosminsky et diffusée du 20 au 23 août 2017 sur Channel 4, et à l'international sur National Geographic Channel.
En France et en Suisse elle est diffusée à partir du 4 septembre 2017 sur Canal+.
Le 11 septembre 2019, elle est diffusée pour la première fois en clair sur la chaîne RMC Story.

## Synopsis
Plusieurs jeunes britanniques se rendent en Syrie pour rejoindre les rangs de Daesh. Shakira une urgentiste londonienne et son fils de 9 ans Issac, Jalal un étudiant habitant à Wembley qui veut suivre le chemin de son frère accompagné de son ami Ziyad, Ushna une jeune adolescente qui rêve d'épouser un moudjahid.

## Fiche technique
- Titre : The State
- Création :  Peter Kosminsky
- Réalisation : Peter Kosminsky
- Production :
  - Production exécutive :
- Société de production :
- Pays d'origine :  Royaume-Uni
- Langues originales : anglais et arabe

## Distribution
- Ony Uhiara (VF : Jocelyne Nzunga) : Shakira Boothe
- Sam Otto (VF : Mustapha Abourachid) : Jalal Hossein
- Shavani Cameron (VF : Aurélie Konaté) : Ushna Kaleel
- Nana Agyeman-Bediako (VF : Diane Kristanek) : Isaac Boothe, le fils de Shakira Boothe
- Ryan Mcken (VF : Namakan Koné) : Ziyad Kader
- Hiam Abbass (VF : Véronique Augereau) : Umm Salamah
- Jessica Gunning (VF : Patricia Marmoras) : Umm Walid
- Yasen Atour (VF : Kader Boukhanef) : Abu Issa
- Jack Greenless (VF : Ludovic Baugin) : Abu Ibrahim Al-Brittani
- Charles Mnene (VF : Mohad Sanou) : Abu Ayoub Al-Brittani
- Fayez Bakhsh (VF : Tugdual Rio) : Abu Jihad Al-Brittani
- Slalom Brune-Franklin (VF : Fouzia Youssef) : Umm Khulthum
- Haaz Sleiman (VF : Helmi Dridi) : Dr Rabia
- Amir El-Masry (VF : Florian Morisod) : Sayed
- Ali Suliman (VF : Saïd Mahmoud) : Abu Omar
- Mina El Hammani : femme au marché

### Version française
- Société de doublage : Nice Fellow
- Adaptation des dialogues :  Rémi Jaouen et Juliette De La Cruz
- Direction artistique : Catherine Le Lann

 Source et légende : version française (VF) sur RS Doublage et Doublage Séries Database

## Production

### Tournage
L'ensemble de la série a été tournée à Alméria en Espagne.